# Wszystko o mnie
Wszystko o mnie (oryg. Me, Myself and I) – klasyczna komedia pomyłek, a jednocześnie romans lat 90. w reżyserii Pablo Ferro.

## Obsada
- JoBeth Williams - Crazy/Sane Diane
- George Segal - Buddy Arnett
- Shelley Hack - Jennifer

## Opis
Znalezienie właściwej osoby na spędzenie reszty życia wcale nie jest łatwe. Buddy Arnett, odnoszący sukcesy znany autor scenariuszy telewizyjnych, próbuje trzymać się z dala od romantycznych przygód. Jego eks-małżonka, zapatrzona w siebie aktorka, dostarczyła mu stresów w nadmiarze, zamieniając ich wspólne życie w koszmar. Buddy kontroluje swoje emocje do chwili, gdy na horyzoncie pojawia się zwariowana Diane, sąsiadka o niezwykle bogatej osobowości. Buddy jest rozdarty między dwiema kobietami i będzie musiał się wreszcie zdecydować na którąś z nich, bowiem sytuacja staje się nie do wytrzymania.